# Kamári (Kos)
Pour les articles homonymes, voir Kamári.
Kamári (grec moderne : Καμάρι) est une localité située dans le dème de Kos, dans le district régional de Kos, dans la périphérie d'Égée-Méridionale, en Grèce.
Selon le recensement de 2021, elle compte 156 habitants.